# Souleymane Ould Chebal
Souleymane Ould Chebal Moctar  (arab. سليمان ولد شبل مختار  ur. 31 grudnia 1986) – mauretański lekkoatleta, średniodystansowiec, olimpijczyk.
W 2008 reprezentował swój kraj na igrzyskach w Pekinie, startował w biegu na 800 m mężczyzn - odpadł w eliminacjach z czasem 1:57.43.

## Rekordy życiowe
| Dystans            | Wynik (s) | Miejsce | Data          |
| ------------------ | --------- | ------- | ------------- |
| Bieg na 400 metrów | 49.30     | Algier  | 18 lipca 2007 |
| Bieg na 800 metrów | 1:56.07   | Banjul  | 28 maja 2005  |